# Aloe calidophila
Aloe calidophila é uma espécie de liliopsida do gênero Aloe, pertencente à família Asphodelaceae.